# Valentina Jouravleva
Pour les articles homonymes, voir Jouravleva.
Valentina Nikolaïevna Jouravleva (en russe : Валентина Николаевна Журавлёва ; en anglais : Valentina Zhuravleva), née le 17 juillet 1933 à Bakou en URSS et morte le 12 mars 2004  à Petrozavodsk en Russie, est une écrivaine russe et soviétique de science-fiction.

## Biographie
Valentina Jouravleva fut mariée à Genrich Altshuller, l'inventeur du TRIZ et également auteur de science-fiction. Ils ont co-écrit plusieurs histoires ensemble, mais, à cause de restrictions antisémites, elles ont été publiées sous le seul nom de Valentina Jouravleva.
La thématique de la rencontre avec des extraterrestres revient souvent dans ses œuvres, comme dans Rapsodie stellaire (1960), Ceux qui volent à travers l'univers (1963) et Une pierre tombée des étoiles (1959)

## Œuvres
- L'Astronaute  (in Le chemin d'Amalthée, anthologie russe traduite en français, 1959)